# Martin Ier (pape)
Pour les articles homonymes, voir Martin Ier.
Martin Ier est un pape de l'Église catholique, né vers 600 près de Todi (Ombrie) et mort à Chersonèse, (Tauride) le 16 septembre 655 ou le 13 avril 656. Il est fêté comme saint et martyr par les catholiques, comme saint et confesseur de la foi par les orthodoxes. Le jour de sa fête est le 13 avril en Occident et le 14 avril en Orient.
Martin est le dernier des papes martyrs. Arrêté par ordre impérial pour avoir défendu la foi sur les deux volontés divine et humaine de Jésus-Christ, vrai Dieu et vrai homme, il est transféré à Constantinople en 653, emprisonné, condamné à mort, dégradé publiquement, et finalement déporté à Chersonèse, où il meurt de misère en 655 ou 656.

## Biographie
Martin est le fils d'un patricien nommé Fabrice.
Avant son élévation au pontificat, Martin est apocrisiaire, c'est-à-dire représentant du pape à Constantinople. Élu pape le 5 juillet 649, cinquante-deux jours après la mort de son prédécesseur Théodore Ier, il est consacré dès le 5 août, sans avoir sollicité la confirmation de son élection par l'empereur byzantin, ou son représentant en Italie, l'exarque de Ravenne, ce qui est la règle à l'époque ; il n'est donc pas reconnu pape par les autorités byzantines.
Martin Ier réunit du 5 au 31 octobre 649, avec la collaboration du moine oriental Maxime le Confesseur, un concile d'une centaine d'évêques dans la basilique Saint-Jean-de-Latran, cathédrale du diocèse de Rome. Ce synode du Latran condamne le monothélisme, doctrine officielle de l'Empire depuis l'ecthèse de 638 et surtout le Typos de 648, édit par lequel l'empereur Constant II Héraclius (641–668) interdit toute discussion à ce sujet. Toutefois, des doutes sont exprimés au XXe siècle sur la réalité ou au moins la dimension et la nature de cette assemblée. En tout cas, le pape Martin fait connaître en Italie, en Gaule et en Orient, la condamnation du monothélisme et du Typos par le Saint-Siège.
L'empereur byzantin Constant II charge l'exarque de Ravenne Olympios de rétablir l'autorité impériale, d'imposer le Typos et peut-être d'arrêter le pape considéré comme illégitime. Mais, confronté à une forte résistance de la population du Latium et des milices locales, Olympios se range du côté de Martin et se proclame empereur en 650. Il chasse du Palatin les fonctionnaires fidèles à Constant II Héraclius. Mais l'année suivante, en route vers la Sicile pour repousser une attaque musulmane, il meurt de la peste en 652.
Le 17 juin 653 le nouvel exarque, Théodore Ier Calliopas, fait arrêter le pape en pleine basilique du Latran. Accusé de haute trahison, Martin est traité sans ménagement par les soldats byzantins, qui le conduisent à Ostie et l'embarquent le 19 juin pour Constantinople, où il arrive le 17 septembre. Il est fort mal traité pendant la traversée : atteint de goutte, il se voit refuser tout soin, est très peu nourri et ne peut se laver. À l'arrivée, il est débarqué sur une civière. Une foule, certainement payée, l'attend dans le port et l'abreuve d'insultes. Enfermé dans la prison Prandaria, au milieu de détenus de Ius commune (droit commun), il y attend son procès.
Le procès a lieu le 20 décembre 653 devant le Sénat byzantin, où Martin est encore conduit sur un brancard. L'interrogatoire est mené avec la plus grande brutalité par le patrice Boucoléon, qui exige que le pape se tienne debout, soutenu par deux soldats. Toute question de religion est écartée des débats : Martin se voit signifier qu'il n'est accusé que de trahison politique, notamment d'avoir inspiré l'usurpation d'Olympios. Le pape est frappé par le sacellaire ("trésorier", agissant dans ce procès comme procureur du fisc) Troïlos ; ses vêtements sacerdotaux sont déchirés et il est quasiment dénudé par les soldats. Constant II Héraclius assiste à cette audience depuis une tribune d'où il peut voir sans être vu.
Condamné à mort par écartèlement (peine infligée aux traîtres) et chargé de lourdes chaînes, il est conduit à la prison Diomède. Là, deux femmes compatissantes ayant accès à la prison, atténuent quelque peu la rigueur de sa détention. Transi de froid, il perd l'usage de la parole, mais peut faire passer un texte à ses partisans, dans lequel il fait état des avanies subies.
Le patriarche de Constantinople Paul II de Constantinople étant mort, son prédécesseur Pyrrhus de Constantinople, démis de ses fonctions au moment du renversement de l'impératrice Martine et de son fils Héraclonas, le 29 septembre 641, est rétabli sur le siège patriarcal le 9 janvier 654. Il meurt le 1er juin de la même année. Partisan hésitant du monothélisme, et proche de sa fin, il obtient de Constant II Héraclius, la grâce du pape Martin, dont la peine est commuée en exil perpétuel à Chersonèse (actuelle Crimée).
Le pape prisonnier est transporté en avril 654 à Chersonèse, capitale de la Tauride. Il subit, en ce lieu, une détention rigoureuse qui hâte sa fin le 16 septembre 655 ou le 13 avril 656. Entre-temps, les autorités byzantines organisent l'élection d'un nouveau pape. Eugène Ier est élu le 8 septembre 654.
Il est fêté le 13 avril d'après le Martyrologe romain.